# Садиба на вулиці Саксаганського, 57
Садиба на вулиці Саксаганського, 57 — комплекс житлових будинків у Голосіївському районі Києва, на вулиці Саксаганського. Складається з двох будинків — головного будинку № 57 і флігеля № 57-б, зведених близько 1905 року як прибуткові. Садиба має статус щойно виявленої пам'ятки архітектури.

## Історія
Ділянка, де розташована садиба, на початку XX століття належала підряднику Якову Файбишенку, на замовлення якого у 1905 році на ділянці спорудили прибутковий будинок із флігелем. За твердженням архітектурознавця Володимира Тимофієнка, автором проєкту був архітектор Микола Шехонін, втім, якщо будинок № 57 зведений близько 1905 року, то Шехонін не може бути його творцем, адже він лише 1907 року закінчив навчання в Петербурзькому Інституті цивільних інженерів і лише 1908 року переїхав до Києва.
Наприкінці 1990-х років будинки відремонтували.

## Опис
Садиба складається із головного будинку, розміщеного на червоній лінії забудови вулиці, та флігеля, розташованого у глибині ділянки, перпендикулярно до головного будинку.
Головний будинок — чотириповерховий із підвалами, цегляний, фарбований, П-подібний у плані, односекційний, на першому поверсі розміщені торговельні приміщення, на верхніх поверхах — квартири, головний вхід до житлової частини розміщений на правому фланзі. Перекриття пласкі, дах вальмовий, вкритий бляхою. Чоловий фасад декорований у стилі модернізованого історизму, симетричний, двохосьовий. Бічні осі розміщені на флангах фасаду і підкреслені розкріповками, що завершуються складними за формою аттиками з арковими слуховими вікнами та трикутними завершеннями. Додатковий акцент створюють у розкріповках вікна-біфорії на третьому поверсі, увінчані великим рустованим напівциркульним архівольтом, який базується на криволінійних за абрисом модерністичних лопатках на рівні другого—третього поверхів. У пряслі третього поверху вікна прикрашені напівциркульними рустованими перемичками, у міжвіконних просторах гранчасті навісні стовпчики, що разом створює враження аркатурного пояса. Інші вікна прямокутні, прикрашені клинчастими замковими каменями, у розкріповках на другому поверсі — ширші за розмірами, на четвертому — по парі вузьких здвоєних вікон. Перший поверх візуально відокремлений від другого зубчастим карнизом, стіни другого поверху рустовані, завершується фасад багатопрофільним карнизом і фризом. Фланги прясла з другого по четвертий поверхи виділені рядами балконів із простими кованими решітками. Особливістю будинку є використання у декорі полив'яних керамічних вставок з кольоровим орнаментом у стилі декоративного мистецтва доби Київської Русі — між першим і другим поверхами, над вікнами третього поверху, у фризі.
Дворовий фасад має спрощений декор: бічні осі підкреслені ризалітами із рустованим наріжжям, вікна прямокутні, карниз і міжповерхові гурти прикрашені зубцями.
Флігель (№ 57-б) — чотириповерховий із надбудованим у роки незалежності п'ятим, мансардним поверхом, цегляний, фарбований, прямокутний у плані, односекційний, головний вхід розміщений на центральній осі фасаду. Перекриття пласкі, дах вальмовий, вкритий шифером. Чоловий фасад, що виходить у бік сусідньої садиби № 55, — симетричний, одноосьовий, декорований у цегляному стилі з елементами історизму. Центральна вісь виділена рустованими лопатками та акцентована видовженим арковим вікном сходової клітки між третім і четвертим поверхами. Вікна прямокутні, на другому поверсі обрамлені рустованими наличниками з трьома замковими каменями, на третьому — пласкими наличниками, на четвертому — заглиблені в ніші. Наріжжя рустовані, міжповерхові гурти та вінцевий карниз прикрашені дентикулами та поребриками. Обабіч центральної осі — два вертикальні ряди балконів. Оздоблення бічного фасаду подібне до чолового.

## Галерея

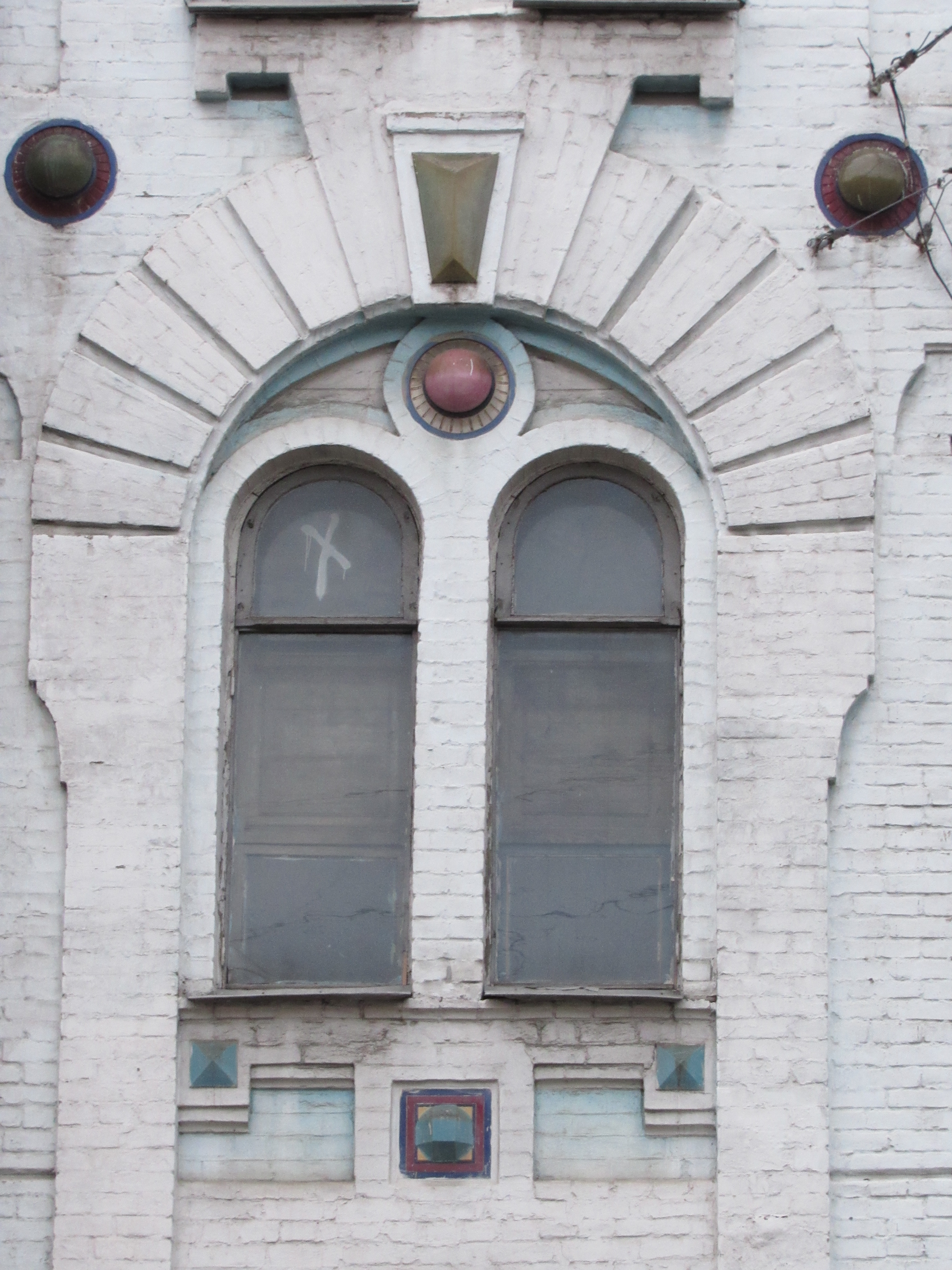
Вікно у розкріповці головного будинку
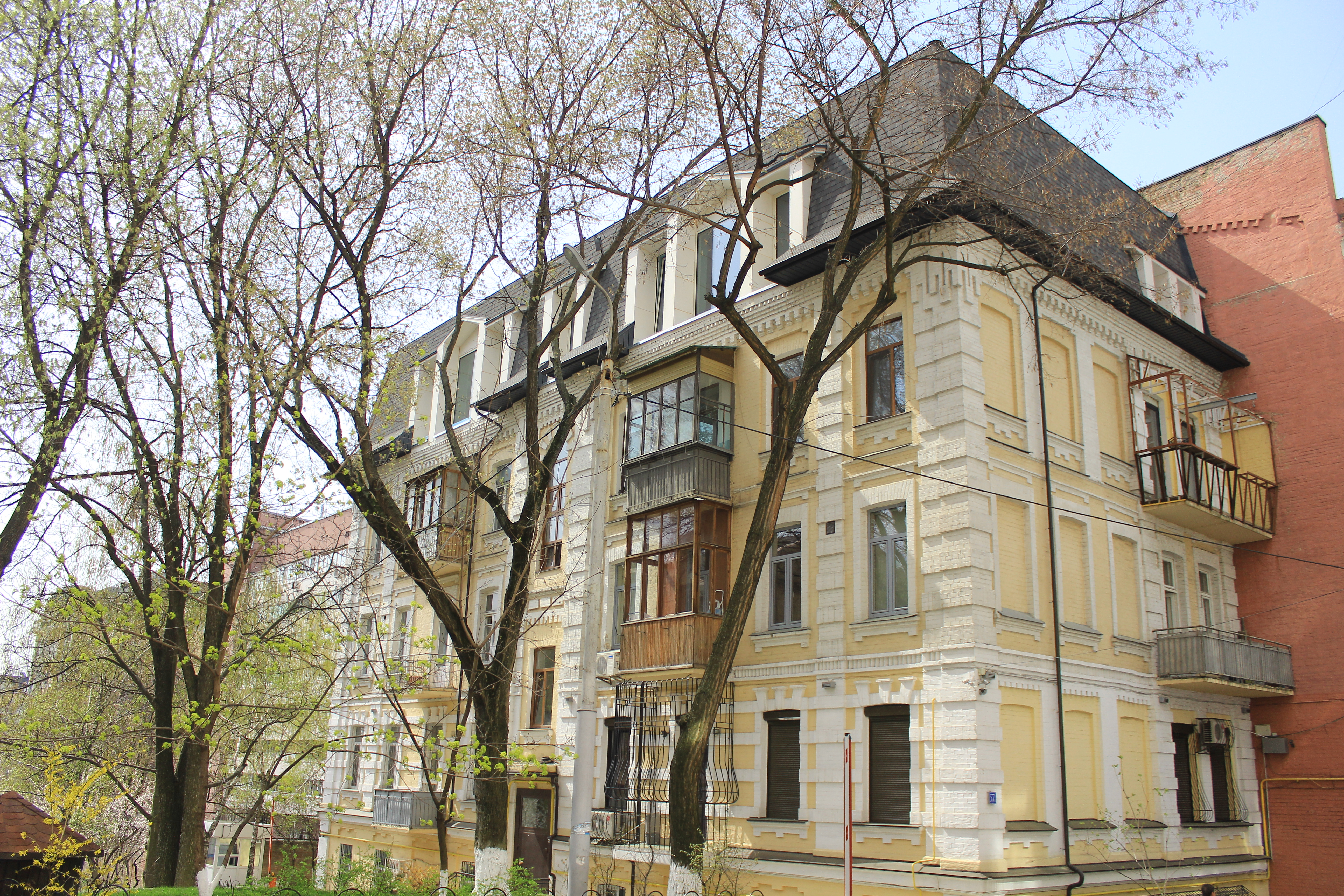
Флігель № 57-б